# Madbury (Nuevo Hampshire)
Madbury es un pueblo ubicado en el condado de Strafford en el estado estadounidense de Nuevo Hampshire. En el Censo de 2010 tenía una población de 1.771 habitantes y una densidad poblacional de 55,95 personas por km².

## Geografía
Madbury se encuentra ubicado en las coordenadas 43°10′29″N 70°56′29″O / 43.17472, -70.94139. Según la Oficina del Censo de los Estados Unidos, Madbury tiene una superficie total de 31.65 km², de la cual 30.18 km² corresponden a tierra firme y (4.65%) 1.47 km² es agua.

## Demografía
Según el censo de 2010, había 1.771 personas residiendo en Madbury. La densidad de población era de 55,95 hab./km². De los 1.771 habitantes, Madbury estaba compuesto por el 94.18% blancos, el 0.45% eran afroamericanos, el 0.17% eran amerindios, el 2.94% eran asiáticos, el 0.06% eran isleños del Pacífico, el 0.11% eran de otras razas y el 2.09% pertenecían a dos o más razas. Del total de la población el 1.02% eran hispanos o latinos de cualquier raza.